# Maderuela
El barranco de Maderuela o cuevas de Maderuela es una zona especial de conservación que abarca 690,93 hectáreas de los términos municipales de Vera de Moncayo, Alcalá de Moncayo, Trasmoz y Litago (provincia de Zaragoza, Aragón, España). Se trata de un área independiente y separada del Parque natural del Moncayo, pero fuertemente relacionada con este.
Las laderas forman un sotobosque con encinares de las variedades Quercus rotundifolia y Quercus ilex, así como aliagares y arbustos florales como Arbutus unedo, Jasminum fruticans, Lonicera etrusca, Lonicera implexa, Pistacia terebinthus, Phillyrea angustifolia y Ostrya carpinifolia. El bosque alberga asimismo una interesante población de líquenes. La zona está relacionada con los espacios habitados vecinos, habiendo sido usado para pastoreo y como fuente de leña durante siglos y siendo accesible en rutas peatonales desde el Monasterio de Veruela, al que perteneció el valle desde 1141. 
Además del valor paisajístico y botánico, es un refugio para las aves, particularmente las rapaces que habitan la dehesa del Moncayo. La zona es un refugio de biodiversidad visitado por 33 especies diferentes de pájaros. Igualmente, alberga poblaciones de seis especies de murciélago, de las que dos (Barbastella barbastellus y Rhinolophus euryale) tienen un estatus de conservación vulnerable en Europa. Se trata así de un espacio relevante para los murciélagos de bosque y cavernarios, en retroceso en una la zonas antropizadas del valle del Ebro. Finalmente, su declaración como espacio protegido también recogía su valor como ecosistema representativo para tres especies protegidas de insectos, incluyendo el capricornio de las encinas, Cerambyx cerdo, el Lucanus cervus, mayor escarabajo europeo, y la mariposa Euphydryas aurinia.